# Duguetia dilabens
Espèce
Duguetia dilabens Chatrou & Repetur est une espèce de plantes à fleurs de la famille des Annonaceae et du genre Duguetia. C'est un arbre présent en Afrique tropicale.

## Description
C'est un grand arbre pouvant atteindre 30 m de hauteur.

## Distribution
Relativement rare, l'espèce a été collectée au Cameroun dans deux régions (Littoral, Sud), également au Gabon.